# Canton de Chalon-sur-Saône-1
Le canton de Chalon-sur-Saône-1 est une circonscription électorale française du département de Saône-et-Loire.

## Histoire
Un nouveau découpage territorial de Saône-et-Loire entre en vigueur à l'occasion des élections départementales de 2015. Il est défini par le décret du 18 février 2014, en application des lois du 17 mai 2013 (loi organique 2013-402 et loi 2013-403). Les conseillers départementaux sont, à compter de ces élections, élus au scrutin majoritaire binominal mixte. Les électeurs de chaque canton élisent au Conseil départemental, nouvelle appellation du Conseil général, deux membres de sexe différent, qui se présentent en binôme de candidats. Les conseillers départementaux sont élus pour 6 ans au scrutin binominal majoritaire à deux tours, l'accès au second tour nécessitant 12,5 % des inscrits au 1er tour. En outre la totalité des conseillers départementaux est renouvelée. Ce nouveau mode de scrutin nécessite un redécoupage des cantons dont le nombre est divisé par deux avec arrondi à l'unité impaire supérieure si ce nombre n'est pas entier impair, assorti de conditions de seuils minimaux. Dans la Saône-et-Loire, le nombre de cantons passe ainsi de 57 à 29.
Lors de sa création, le canton de Chalon-sur-Saône-1 est formé de 6 communes de l'ancien canton de Chalon-sur-Saône-Nord et d'une fraction de la commune de Chalon-sur-Saône. Il est entièrement inclus dans l'arrondissement de Chalon-sur-Saône. Le bureau centralisateur est situé à Chalon-sur-Saône.

## Représentation
| Période élective | Période élective | Mandat | Mandat   | Identité                   | Nuance | Nuance | Qualité                                                                       |
| ---------------- | ---------------- | ------ | -------- | -------------------------- | ------ | ------ | ----------------------------------------------------------------------------- |
| 2015             | 2021             | 2015   | 2021     | Raymond Gonthier           |        | PS     | Attaché parlementaire Premier adjoint au maire de Champforgeuil jusqu'en 2020 |
| 2015             | 2021             | 2015   | 2021     | Françoise Verjux-Pelletier |        | PS     | Ancienne conseillère générale du canton de Chalon-sur-Saône-Nord (2008-2015)  |
| 2021             | 2028             | 2021   | en cours | Alain Gaudray              |        | DVD    | Médecin, maire de Fragnes-la-Loyère                                           |
| 2021             | 2028             | 2021   | en cours | Dominique Melin            |        | DVD    | Conseillère municipale de Chalon-sur-Saône                                    |

### Résultats détaillés

#### Élections de mars 2015
À l'issue du 1er tour des élections départementales de 2015, deux binômes sont en ballottage : Gérard Chassan et Blanche Sillat (FN, 25,73 %) et Raymond Gonthier et Françoise Verjux-Pelletier (PS, 25,47 %). Le taux de participation est de 43,38 % (5 160 votants sur 11 896 inscrits) contre 50,75 % au niveau départemental et 50,17 % au niveau national.
Au second tour, Raymond Gonthier et Françoise Verjux-Pelletier (PS) sont élus avec 59,02 % des suffrages exprimés et un taux de participation de 44,41 % (2 713 voix pour 5 283 votants et 11 896 inscrits).

#### Élections de juin 2021
Le premier tour des élections départementales de 2021 est marqué par un très faible taux de participation (33,26 % au niveau national). Dans le canton de Chalon-sur-Saône-1, ce taux de participation est de 27,44 % (3 223 votants sur 11 745 inscrits) contre 32,7 % au niveau départemental. À l'issue de ce premier tour, deux binômes sont en ballottage : Alain Gaudray et Dominique Melin (DVD, 38,19 %) et Raymond Gonthier et Françoise Verjux-Pelletier (PS, 23,91 %).
Le second tour des élections est marqué une nouvelle fois par une abstention massive équivalente au premier tour. Les taux de participation sont de 34,36 % au niveau national, 33,9 % dans le département et 30,18 % dans le canton de Chalon-sur-Saône-1. Alain Gaudray et Dominique Melin (DVD) sont élus avec 60,96 % des suffrages exprimés (2 003 voix pour 3 546 votants et 11 748 inscrits),,.

## Composition
Lors de sa création, le canton de Chalon-sur-Saône-1 était composé de six communes entières et d'une fraction de Chalon-sur-Saône.
| Nom                                      | Code Insee | Intercommunalité   | Superficie (km2) | Population (dernière pop. légale)                | Densité (hab./km2) | Modifier                                    |
| ---------------------------------------- | ---------- | ------------------ | ---------------- | ------------------------------------------------ | ------------------ | ------------------------------------------- |
| Chalon-sur-Saône (bureau centralisateur) | 71076      | CA Le Grand Chalon | 15,22            | Fraction : 10 829 (2022) Commune : 44 592 (2022) | 2 930              | modifier les données · modifier les données |
| Champforgeuil                            | 71081      | CA Le Grand Chalon | 7,29             | 2 616 (2022)                                     | 359                | modifier les données · modifier les données |
| Crissey                                  | 71154      | CA Le Grand Chalon | 10,97            | 2 473 (2022)                                     | 225                | modifier les données · modifier les données |
| Farges-lès-Chalon                        | 71194      | CA Le Grand Chalon | 3,94             | 819 (2022)                                       | 208                | modifier les données · modifier les données |
| Fragnes-La Loyère                        | 71204      | CA Le Grand Chalon | 9,63             | 1 434 (2022)                                     | 149                | modifier les données · modifier les données |
| Virey-le-Grand                           | 71585      | CA Le Grand Chalon | 12,65            | 1 393 (2022)                                     | 110                | modifier les données · modifier les données |
| Canton de Chalon-sur-Saône-1             | 7105       |                    |                  | 19 564 (2022)                                    |                    | modifier les données                        |

À la suite de la création de la commune nouvelle de Fragnes-La Loyère au 1er janvier 2016, par regroupement entre Fragnes et La Loyère, le canton comprend désormais :
1. la partie de la commune de Chalon-sur-Saône située au nord d'une ligne définie par l'axe des voies et limites suivantes : à partir de la limite territoriale de la commune de Crissey, cours de la Saône, avenue Pierre-Nugues, avenue John-Fitzgerald-Kennedy, rue Salvador-Allende, rue Louis-Blériot, rue des Martyrs-de-la-Résistance, rue du Général-Giraud, rue du Bois-de-Menuse, ligne de chemin de fer Chalon―Dole et embranchement ferroviaire de cette ligne jusqu'à la limite territoriale de la commune de Champforgeuil,
2. cinq communes entières.

## Démographie
En 2022, le canton comptait 19 564 habitants, en évolution de +1,15 % par rapport à 2016 (Saône-et-Loire : −1,06 %, France hors Mayotte : +2,11 %).
| 2013   | 2018   | 2022   |
| ------ | ------ | ------ |
| 19 129 | 19 661 | 19 564 |